# Thermococcus gammatolerans
Espèce
Thermococcus gammatolerans est une archée polyextrêmophile, à la fois hyperthermophile et particulièrement radiorésistante. Cet organisme a été découvert en 2003 dans une source hydrothermale sous-marine à environ 2 616 m de profondeur dans le golfe de Californie. Il se développe dans une plage de températures de 55 à 95 °C, l'optimum se situant autour de 88 °C. Son pH optimal de développement est de 6, ce qui favorise le métabolisme du soufre, réduit en sulfure d'hydrogène H2S par cette archée.
La résistance de T. gammatolérans aux rayonnements ionisants est remarquable et lui permet de résister à une dose absorbée de rayons γ atteignant 30 000 Gy et de supporter une dose instantanée de 5 000 Gy sans perte de viabilité. À titre de comparaison, une dose de 60 Gy tue toutes les cellules d'une colonie d'E. coli, tandis que 5 Gy suffisent pour tuer un humain.
D'un point de vue taxonomique, le genre Thermococcus appartient, avec Palaeococcus et Pyrococcus, à la famille des Thermococcaceae, unique famille de la classe des Thermococci, elle-même incluse dans l'embranchement des Euryarchaeota du phylum des archées. Les espèces du genre Thermococcus occupent des environnements particulièrement chauds tels que les sources hydrothermales, avec une température optimale de croissance supérieure à 80 °C, Thermococcus préférant les plages de températures de 70 à 95 °C tandis que Pyrococcus se développe préférentiellement de 70 à 100 °C. Ces deux genres sont de type trophique dit chimioorganotrophe, et sont des organismes strictement anaérobies.